# Gianluigi Saccaro
Gianluigi Saccaro (n. 29 decembrie 1938, Milano, Regatul Italiei – d. 17 februarie 2021, Milano, Italia) a fost un scrimer ce a reprezentat Italia, medaliat olimpic. A participat la 4 ediții ale Jocurilor Olimpice (1960, 1964, 1968, 1972) în care a câștigat o medalie de aur, o medalie de argint și o medalie de bronz.